# Beanana (genus)
Beanana is een geslacht van wantsen uit de familie van de Reduviidae (Roofwantsen). Het geslacht werd voor het eerst wetenschappelijk beschreven door André Villiers in 1960.

## Soorten
Het genus is monotypisch en bevat alleen de volgende soort:

- Beanana lineaticollis Villiers, 1960